# Símbolos do Brasil

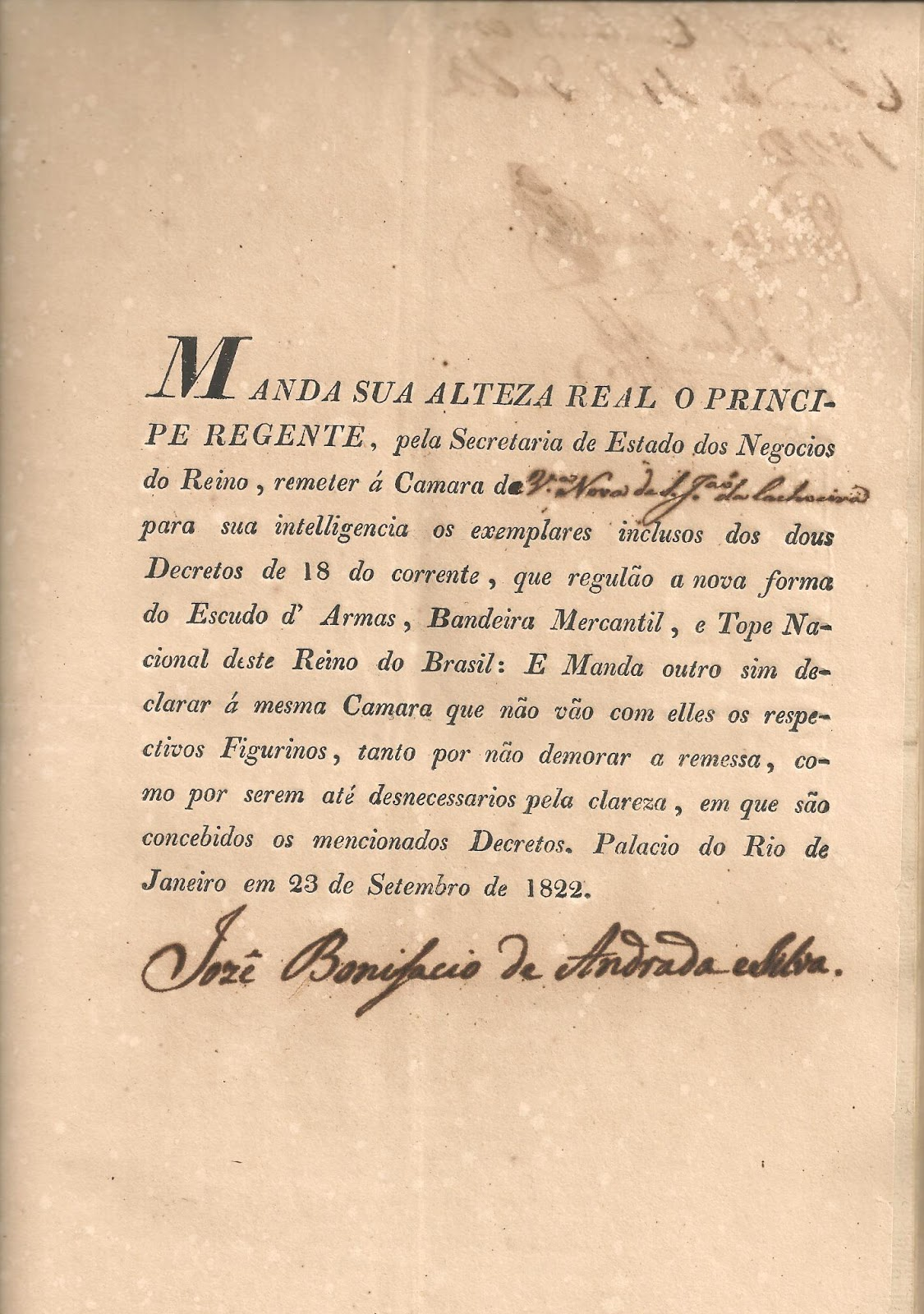
Circular ministerial de 23 de setembro de 1822, de José Bonifácio de Andrada e Silva, informando à Câmara de Vila Nova de São João da Cachoeira a respeito dos símbolos nacionais do Brasil, recém-independente.

Símbolos do Brasil são símbolos nacionais que representam oficialmente a nação brasileira, que, conforme a Lei dos Símbolos Nacionais, são quatro símbolos oficiais: a Bandeira, o Brasão de Armas, o Hino e o Selo. Pela lei n.º 5 700, de 1.º de setembro de 1971, são consideradas as cores nacionais o verde e o amarelo, que podem ser usadas sem quaisquer restrições, inclusive associadas a azul e branco. E sob o decreto de 3 de outubro de 2002, o sabiá-laranjeira foi tornado a ave-símbolo do Brasil, figurando no emblema oficial da Copa das Confederações de 2013, que foi realizada no país.

## Bandeira

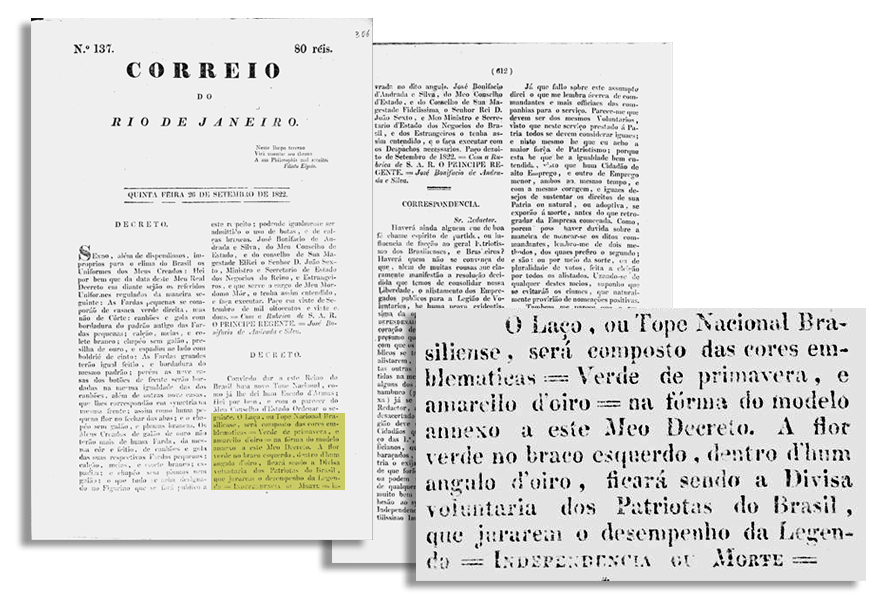
Edição do Correio do Rio de Janeiro com os decretos de criação da bandeira, brasão e do laço nacional, 1822.

Bandeira Nacional do Brasil

A Bandeira Nacional foi adotada pelo decreto número quatro, de 19 de novembro de 1889. Tem por base um retângulo verde, com um losango amarelo e, dentro deste, um círculo azul representando uma esfera celeste; no meio dessa esfera está atravessada uma faixa branca com o lema nacional, "Ordem e Progresso", além de vinte e sete estrelas brancas, que representam os estados e o Distrito Federal. Foi projetada por Miguel Lemos e Raimundo Teixeira Mendes e desenhada por Décio Villares. O desenho foi inspirado na bandeira do império, que foi desenhada pelo pintor francês Jean-Baptiste Debret, onde, no lugar da coroa imperial, foi colocado o círculo azul, com a faixa branca, o lema nacional e as estrelas. O verde representa as matas; o amarelo os minérios, as riquezas do Brasil; o azul o céu da cidade do Rio de Janeiro visto às 8h30min de 15 de novembro de 1889 (doze horas siderais), data da proclamação da república; e o branco representa a paz. Desde a sua adoção, a bandeira sofreu algumas alterações, todas elas associadas à inclusão de estrelas para representar novos estados; sempre deve ser atualizada quando ocorrer a criação ou extinção de algum estado. A inscrição "Ordem e Progresso", colocada na cor verde no meio da faixa branca, é uma forma abreviada do lema político positivista cujo autor é o francês Auguste Comte: O Amor por princípio e a Ordem por base; o Progresso por fim.

## Hino Nacional
O Hino Nacional tem letra de Joaquim Osório Duque Estrada e música de Francisco Manuel da Silva (1795 - 1865) e foi adquirido por cinco contos de réis à propriedade plena e definitiva da letra do hino pelo decreto n.º 4 559 de 21 de agosto de 1922 pelo então presidente Epitácio Pessoa e oficializado pela lei n.º 5 700, de 1971. É executado em continência à Bandeira Nacional e ao presidente da República, ao Congresso Nacional e ao Supremo Tribunal Federal, assim como em outros casos determinados pelos regulamentos de continência ou cortesia internacional. Sua execução também é permitida na abertura de sessões cívicas, cerimônias religiosas de caráter patriótico e antes de eventos esportivos internacionais.

## Armas Nacionais

Armas Nacionais

As Armas Nacionais foram adotadas no mesmo dia em que a bandeira. As Armas Nacionais foram idealizadas pelo engenheiro Artur Zauer e desenhadas por Luís Gruder e algumas fontes dizem que foi sob encomenda própria do presidente Manuel Deodoro da Fonseca. Porém, trabalhos mais aprofundados em heráldica brasileira afirmam que Deodoro não havia encomendado o desenho, e o que verdadeiramente teria acontecido foi que a gráfica Laemert, onde Zauer trabalhava, apresentou o símbolo ao marechal Deodoro, que de pronto aprovou e o oficializou como brasão nacional. É formada por um círculo azul-celeste, com cinco estrelas de prata, na forma da constelação do Cruzeiro do Sul e a bordadura do campo perfilada de ouro, carregada de estrelas de prata em número idêntico ao de estrelas existentes na bandeira nacional; sobre o escudo, está uma estrela partida-gironada de dez peças de sinopla e ouro, bordada de uma tira interior de goles e de uma exterior de ouro; o todo brocante sobre uma espada, em pala, empunhada de ouro, guardas de blau, com exceção da parte do centro, de goles e contendo uma estrela de prata, está sobre uma coroa formada de um ramo de café frutificado, à destra, e de outro de fumo florido, à sinistra, ambos da própria cor, atados de blau, ficando o conjunto sobre um resplendor de ouro, cujos contornos formam uma estrela de vinte pontas; há ainda, brocante sobre os punhos da espada, um listel de blau, com a legenda República Federativa do Brasil, no centro, e as expressões 15 de novembro, na extremidade destra, e de 1889, na sinistra.

## Selo Nacional
O Selo Nacional foi adotado junto com a bandeira e as armas nacionais e é formado por um círculo representando uma esfera celeste, idêntica à da bandeira nacional, tendo em volta as palavras "República Federativa do Brasil". Seu uso é obrigatório para autenticar os atos de governo, os diplomas e certificados expedidos por escolas oficiais ou reconhecidas.

## Símbolos Nacionais Institucionais ou de Ocasião
A Lei dos Símbolos Nacionais do Brasil, rege os Símbolos Nacionais Oficiais Pétreos, ou seja, aqueles que estão na Constituição. A cultura nacional conta ainda com os símbolos nacionais institucionais e ou de ocasiões. Que somados neste caso seriam:

### Históricos ou Oficiais

A Faixa presidencial do Brasil reúne vários símbolos nacionais na mesma peça, tem o Brasão de Armas Nacionais, o tope nacional como roseta da parte de baixo exatamente na parte que une as fitas; e tem também as cores nacionais do país.

- Brasão de Armas Nacionais do Brasil
- Bandeira do Mercado Comum do Sul
- Bandeira presidencial do Brasil, é um exemplo de símbolo nacional de reserva institucional
- Bandeira vice-presidencial do Brasil
- Bandeira de ministro de Estado do Brasil
- Bandeira do Senado Federal do Brasil
- Brasão Imperial do Brasil, símbolo histórico-cultural do Brasil[15][16][17][18][19][20]
- Constituição da República Federativa do Brasil de 1988, a lei fundamental e suprema do Brasil
- Faixa presidencial é um símbolo nacional de ocasião, a posse presidencial
- Hino à bandeira do Brasil
- Hino da Independência do Brasil
- Hino da Proclamação da República

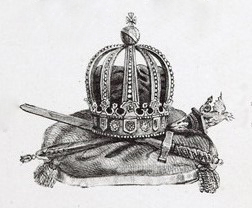
Litografia de George Mathias Heaton e Eduard Rensburg com símbolos do Brasil no século XIX: a coroa, o cetro e a Espada do Ipiranga.

- Joias do Império do Brasil, símbolos da era imperial e símbolos histórico-culturais do Brasil[21]
  - Coroa Imperial do Brasil
  - Cetro Imperial
  - Trajes Majestáticos do Imperador do Brasil
  - Mão da Justiça[22]
  - Orbe
  - Espada do Ipiranga
  - Pena da Abolição
- Selo Nacional do Brasil
- Sino da Independência do Brasil
- Marcha de Guerra do Brasil, canção patriótico-militar de autoria de Thiers Cardoso[23]
- Tope Nacional do Brasil
- O quadro Independência ou Morte, de Pedro Américo
- Ordens, condecorações e medalhas do Brasil

### Religiosos
- Nossa Senhora da Conceição Aparecida, santa padroeira do Brasil

### Personalidades
- Dom Pedro I, Maria Leopoldina, José Bonifácio de Andrada, Joaquim Gonçalves Ledo, Cipriano Barata, os pais da pátria, fundadores do Brasil como estado-nação independente
- Escritores e Poetas Nacionais: Gonçalves Dias, Olavo Bilac, Carlos Drummond de Andrade e Machado de Assis
- Mariana, a personificação nacional do Brasil
- O Índio, outra personificação nacional do Brasil[24]

### Natureza
- Flor do Ipê-amarelo é a flor símbolo-nacional
- Sabiá-laranjeira é considerada ave símbolo-nacional[25]
- Pau-brasil é a árvore símbolo-nacional[26]

### Cultural
- Carnaval do Brasil é a maior festa popular do país
- Feijoada, prato nacional do Brasil[27]
- Música: Samba, MPB, Jovem Guarda e Bossa Nova
- Danças Nacionais: Frevo, Maculelê, Carimbó, Capoeira, Siriri, Forró, Maxixe, Coco[28]
- Grafismo do povo indígena Huni Kuin[29]
- Instrumentos musicais nacionais: Violão,[30] berimbau[31] e pandeiro[32]